# Shorty Sherock
Clarence Francis „Shorty“ Sherock (* 17. November 1915 in Minneapolis; † 19. Februar 1980 in Northridge, Los Angeles, Kalifornien) war ein US-amerikanischer Jazz-Trompeter des Swing.
Shorty Sherock lernte als Kind Kornett und diente an der Illinois Militär-Akademie. Seine Profikarriere als Musiker begann 1936 in der Band von Ben Pollack, bevor er 1937 Solist in Jimmy Dorseys Orchester wurde, dem er bis 1939 angehörte. Anfang der 1940er Jahre spielte er bei Bob Crosby, Tommy Dorsey, Horace Heidt, Alvino Rey, Raymond Scott und in  Gene Krupas Orchester, zusammen mit dem Saxophonisten Sam Donahue. Sherock war auch Solist beim ersten, von Norman Granz veranstalteten Jazz at the Philharmonic (JATP) Konzert, das 1944 in Los Angeles stattfand, in dem u. a. auch Illinois Jacquet, Jack McVea, J. J. Johnson, Nat King Cole und Les Paul auftraten. In diesem Jahr arbeitete er auch u. a. mit Nappy Lamare, Barney Bigard und Nick Fatool in den Capitol Jazzmen:
 
Ab 1945 hatte er eine eigene Formation; im Januar 1946 nahm Shorty Sherock unter eigenem Namen Leonard Feathers Komposition „Snafi“. auf. 1950 kehrte er zu Jimmy Dorsey zurück und gehörte dessen Dorseylanders an. 1955 spielte er für Freddie Slacks Boogie Woogie on the 88  (unkorrekt als Shorty Sherlock betitelt)  drei Titel ein, die von Benny Carter arrangiert wurden. Als Mitglied im Nelson Riddle Orchestra wirkte er 1960 an Dean Martins Album This Time I’m Swingin’! mit, außerdem an vielen Aufnahmen von Ella Fitzgerald, wie ihr Album Get Happy! (1959) sowie Ella Swings Brightly with Nelson und Ella Swings Gently with Nelson von 1962,  Ella Fitzgerald Sings the Jerome Kern Songbook (1963) und  Ella Fitzgerald Sings the Johnny Mercer Songbook (1964). Daneben arbeitete er mit Benny Carter (Opening Blues, 1962). Mit Nelson begleitete er 1964 Frank Sinatra auf seinem Album Sinatra Sings Days of Wine and Roses, Moon River, and Other Academy Award Winners und arbeitete in den 1960er Jahren .als Studiomusiker in Los Angeles für Fernseh- und Radio-Produktionen.